# Knights of Cydonia

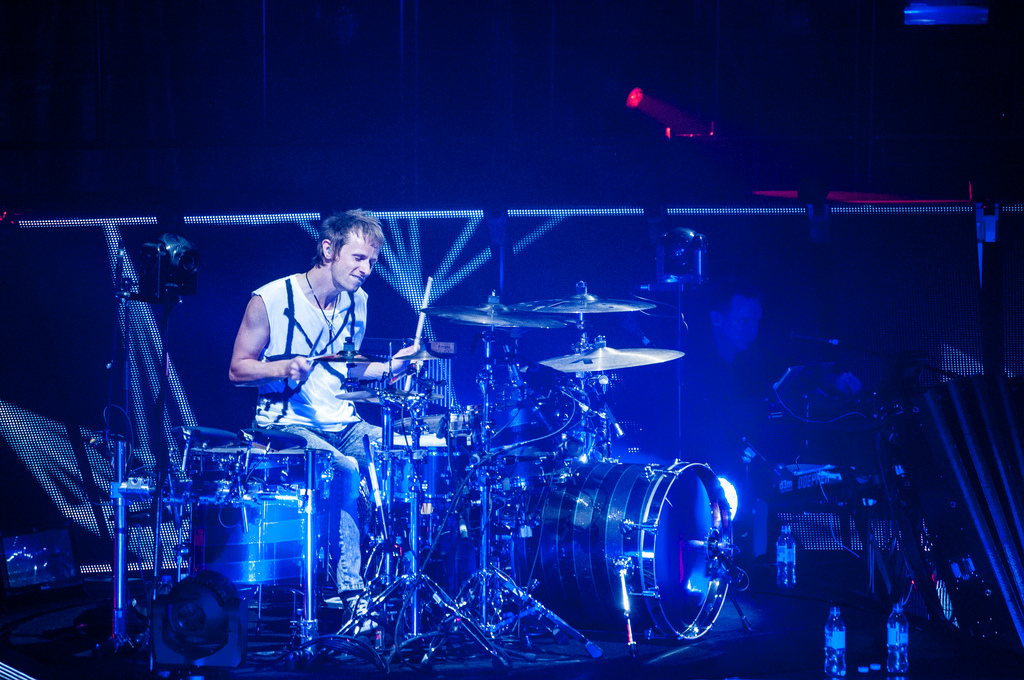
Drummer Dominic Howard tijdens het nummer in 2013 als onderdeel van The 2nd Law Tour.

Knights of Cydonia is de derde single van Black Holes and Revelations van de Britse rockband Muse. De naam Cydonia verwijst naar een gebied op de planeet Mars waar het Cydonia Mensa te vinden is.

## Achtergrond
Het gitaargeluid in Knights of Cydonia is geïnspireerd door Telstar van The Tornados. George Bellamy, de vader van Matthew Bellamy, was gitarist in deze band.
De radioversie van het nummer werd op 6 juni 2006 voor het eerst gedraaid op KROQ. Op 27 november 2006 werd Knights of Cydonia uitgegeven als single in het Verenigd Koninkrijk en behaalde de 10e positie in de UK Singles Chart.
Op 13 mei 2006 speelde de band het nummer voor de eerste keer live tijdens Radio 1's Big Weekend in Dundee. Sinds augustus 2008 is aan het begin vaak The Man With the Harmonica uit Once Upon a Time in the West te horen, basgitarist Christopher Wolstenholme bespeelt dan een mondharmonica. Hij beschrijft Knights of Cydonia als "40 jaar rockmuziek in zes minuten".

## Muziekvideo
De muziekvideo voor Knights of Cydonia is in 5 dagen opgenomen: 3 dagen in Roemenië, één dag in Londen en één dag in Californië. De video kwam beschikbaar op 11 juli 2006. De video is gefilmd en gemonteerd als een spaghettiwestern met post-apocalyptische invloeden. Aan het eind van de video zijn de Romeinse cijfers MCMLXXXI te zien, wat 1981 betekent.
De video is geregisseerd door Joseph Kahn en bevat de Britse acteur Russ Bain in de hoofdrol als The Man With No Name. Ook zijn Richard Brake (als Sheriff Baron Klaus Rottingham) en Cassandra Bell (als Princess Shane Kuriyami) te zien in de video. De bandleden zijn in sommige scènes te zien als hologrammmen.
Eén korte scène is niet te zien in de versie die uitgezonden wordt op de televisie. In deze scène zien we The Man With No Name seks hebben met Princess Shane Kuriyami. De cameraploeg is te zien in de spiegel naast het bed.

## Tracklist
| 1.                | Knights of Cydonia             | 6:07 |
| 2.                | Supermassive Black Hole (live) | 3:51 |
| Totale duur: 9:58 |                                |      |

| 1.                 | Knights of Cydonia (muziekvideo) | 6:07  |
| 2.                 | Knights of Cydonia (making-of)   | 10:47 |
| 3.                 | Knights of Cydonia               | 6:07  |
| Totale duur: 23:01 |                                  |       |

| 1.                 | Knights of Cydonia                 | 6:07 |
| 2.                 | Assassin (Grand Omega Bosses Edit) | 5:19 |
| Totale duur: 11:26 |                                    |      |

| 1.                 | Knights of Cydonia                 | 6:07 |
| 2.                 | Knights of Cydonia (AOL-sessie)    | 6:28 |
| 3.                 | Supermassive Black Hole (live)     | 3:51 |
| 4.                 | Assassin (Grand Omega Bosses Edit) | 5:19 |
| Totale duur: 21:44 |                                    |      |

| Nr. | Titel                            | Duur |
| --- | -------------------------------- | ---- |
| 1.  | Knights of Cydonia (radioversie) | 4:48 |

| 1.                 | Knights of Cydonia (radioversie) | 4:42 |
| 2.                 | Knights of Cydonia (albumversie) | 6:07 |
| Totale duur: 10:49 |                                  |      |

## Hitlijsten

### NederlandseSingle Top 100
| Positie: | 91 | 97 | 96 | uit |

### NPO Radio 2 Top 2000
| Nummer met noteringen in de NPO Radio 2 Top 2000 | '11 | '12 | '13 | '14 | '15 | '16 | '17 | '18 | '19 | '20 | '21 | '22 | '23 | '24 |
| ------------------------------------------------ | --- | --- | --- | --- | --- | --- | --- | --- | --- | --- | --- | --- | --- | --- |
| Knights of Cydonia                               | 235 | 186 | 128 | 166 | 130 | 135 | 125 | 132 | 117 | 133 | 134 | 125 | 123 | 106 |

1. ↑  Een vetgedrukt getal geeft de hoogste notering aan.
2. ↑  2011 was het eerste jaar met een notering voor dit nummer.

### Tijdloze 100
| "Knights of Cydonia" | "Knights of Cydonia" | "Knights of Cydonia" | "Knights of Cydonia" | "Knights of Cydonia" | "Knights of Cydonia" | "Knights of Cydonia" |
| Jaar                 | 2007                 | 2008                 | 2009                 | 2010                 | 2011                 | 2012                 |
| -------------------- | -------------------- | -------------------- | -------------------- | -------------------- | -------------------- | -------------------- |
| Positie              | 98                   | 56                   | 34                   | 25                   | 32                   | 17                   |

## In andere media
- Het nummer komt voor in Guitar Hero III: Legends of Rock uit 2007.
- Schrijver Patrick Ness is geïnspireerd door het nummer voor zijn boek The Knife of Never Letting Go uit 2008.
- De televisieserie Merlin op de BBC gebruikte het nummer voor een reclame van het vijfde seizoen van de serie.[5]
- Knights of Cydonia was het eerste nummer op de radiozender van NME. Mensen konden online stemmen op het eerste nummer.